# Ilusão fiscal
Ilusão fiscal é uma teoria da escolha pública sobre os gastos governamentais, desenvolvida pela primeira vez pelo economista italiano Amilcare Puviani em seu livro Teoria della illusione finanziaria (Teoria da Ilusão Financeira) (ainda não traduzida para o inglês, mas traduzida para o alemão em 1960 com o título Die Illusionen in der öffentlichen Finanzwirtschaft, Berlim: Dunker & Humblot, 1960)). A ilusão fiscal sugere que, quando as receitas do governo não são completamente transparentes ou não são totalmente percebidas pelos contribuintes, então o custo do governo é menor do que realmente é. Uma vez que alguns ou todos os contribuintes se beneficiam dos gastos do governo com essas receitas não observadas ou ocultas, o apetite do público por gastos do governo aumenta, proporcionando assim aos políticos incentivo para expandir o tamanho do governo.

## Visão geral
A ilusão fiscal tem sido usada para explicar o efeito flypaper, visto com frequência quando um nível mais alto de governo concede uma subvenção a um nível mais baixo de governo. Aqui, em vez de reduzir os impostos a fim de repassar os benefícios da doação aos contribuintes locais, o órgão de concessão de subvenções aumenta os gastos para expandir os serviços locais de alguma forma. A ilusão fiscal é invocada como uma explicação, porque os contribuintes locais não estão totalmente cientes da concessão como fonte da receita do governo local.
Outro exemplo de ilusão fiscal pode ser visto na política tributária da propriedade local. Aqui os locatários, que não pagam impostos sobre a propriedade local diretamente, podem votar pela expansão dos serviços do governo local. A teoria da ilusão fiscal sugere que apoiam essa política porque seu custo é mascarado por sua natureza indireta (por meio de um aumento em seus pagamentos de aluguel).
Em seu livro A Democracia em Déficit (1977), James M. Buchanan e Richard E. Wagner sugerem que a natureza complicada do sistema fiscal dos EUA causa ilusão fiscal e resulta em maior gasto público do que seria o caso em um sistema idealizado em que todos estejam cientes em detalhes de qual é a sua parte dos custos do governo.
Finalmente, outro exemplo de ilusão fiscal pode ser visto nos gastos deficitários. O economista do CATO Institute, William Niskanen (2004), por exemplo, observou que a estratégia "morrer de fome", popular entre os conservadores dos EUA, em que os cortes de impostos agora forçam uma redução futura nos gastos do governo federal é empiricamente falsa. Em vez disso, ele descobriu que há "uma forte relação negativa entre o nível relativo dos gastos federais e as receitas fiscais". Cortes de impostos e gastos deficitários, argumenta ele, fazem com que o custo do governo pareça ser mais barato do que seria.
Mourao (2008) tenta quantificar a ilusão fiscal empiricamente para quase 70 democracias a partir de 1960.